# Serra del Penyal
La serra del Penyal, també denominada serra del Penyó, serra del Cavall Verd o serra de Laguar, és la serra que separa els municipis valencians de Benigembla i la Vall de Laguar.

## Particularitats
Al sud de la serra es localitza la Vall de Pop i al nord, la Vall de Laguar. Les seues altituds oscil·len aproximadament entre els 700 i 800 metres. Destaca la Penya de l'Alt, o penyal de Laguar, a 847 metres del nivell del mar, així com la llegendària muntanya del Cavall Verd, o de Pop.
Respecte a les "Mamelles" o «Penyons de Laguar, famosos per haver-s'hi lliurat allí l'última batalla abans de l'expulsió morisca de 1609 i actualment símbol gràfic de la vall, arriben als 789 metres d'altitud. Es tracta d'un relleu invertit d'eix Nord-Sud i fortament bolcat cap al nord»